# وایلد فایر
وایلد فایر (انگلیسی: Wild Fire) یک گروه راک آمریکایی است که در ۵ نوامبر ۲۰۱۵ در بیلاکسی، میسیسیپی تأسیس شد. این گروه شامل چهار عضو است: زاک سویر در آواز، تیلور رابرتز در گیتار، تایلر ووس در باس و کامرون آلیدور در درامز. این گروه در تاریخ ۵ نوامبر ۲۰۱۵، تک‌آهنگ با عنوان "Villain" منتشر کرد که بعدها در اولین آلبوم خود در تاریخ ۲۳ می ۲۰۱۷ تحت عنوان Revolt منتشر شد. Revolt شامل ۱۵ آهنگ است، یکی از آنها کاور Cover of the Rolling Stone دکتر هوک است که آخرین آهنگ آلبوم است. موسیقی باند تحت تأثیر هنرمندانی هم‌چون کورن، اینکیوبوس، سونداست، ناثینگ مور، پریفری، تولو فوت نینجا، اونجد سون‌فولد، لینکین پارک، برینگ می د هورایزن، و تجربیات قبلی زاک سویر است.